# Società Polisportiva Tre Penne 2013-2014
Questa voce raccoglie le informazioni riguardanti la Società Polisportiva Tre Penne nelle competizioni ufficiali della stagione 2013-2014.

## Stagione
La squadra prende parte alle qualificazioni per la UEFA Champions League 2013-2014 venendo eliminata al primo turno dagli armeni del Širak.

## Rosa
| N. |                       | Ruolo | Calciatore            |
| -- | --------------------- | ----- | --------------------- |
| 1  | San Marino (bandiera) | P     | Federico Valentini    |
| 2  | San Marino (bandiera) | D     | Carlo Valentini       |
| 3  | Italia (bandiera)     | D     | Francesco Baschetti   |
| 4  | San Marino (bandiera) | C     | Alex Gasperoni        |
| 5  | Russia (bandiera)     | D     | Vladimir Mikhaylovsky |
| 6  | San Marino (bandiera) | D     | Andrea Rossi          |
| 7  | San Marino (bandiera) | C     | Enrico Cibelli        |
| 8  | Italia (bandiera)     | C     | Gabriele Cardini      |
| 9  | Italia (bandiera)     | A     | Daniele Pignieri      |
| 10 | San Marino (bandiera) | C     | Nicola Chiaruzzi      |
| 11 | San Marino (bandiera) | A     | Matteo Valli          |
| 12 | San Marino (bandiera) | P     | Gianmarco Pazzini     |

| N. |                       | Ruolo | Calciatore           |
| -- | --------------------- | ----- | -------------------- |
| 13 | San Marino (bandiera) | D     | Lorenzo Capicchioni  |
| 14 | San Marino (bandiera) | C     | Matteo Rossi         |
| 15 | San Marino (bandiera) | D     | Mateo Colonna        |
| 16 | San Marino (bandiera) | C     | Giovanni Bonini      |
| 17 | Italia (bandiera)     | D     | Moris Tamburini      |
| 18 | Italia (bandiera)     | A     | Cristian Rubén Menin |
| 19 | San Marino (bandiera) | C     | Sam Fantini          |
| 20 | San Marino (bandiera) | C     | Michele Giuliani     |
| 21 | San Marino (bandiera) | C     | Tommy Fantini        |
| 22 | Italia (bandiera)     | P     | Alfredo Chierighini  |
| 23 | San Marino (bandiera) | D     | Luca Nanni           |
| 27 | San Marino (bandiera) | P     | Fabio Macaluso       |
|    | San Marino (bandiera) | D     | Federico Muccioli    |